# Sanango racemosum
Sanango racemosum là một loài thực vật có hoa trong họ Tai voi. Loài này được (Ruiz & Pav.) Barringer miêu tả khoa học đầu tiên năm 1986.